# Danmarks damlandslag i handboll
Danmarks damlandslag i handboll representerar Danmark i handboll på damsidan. Laget har tillhört världseliten sedan början av 1990-talet.

## Guldåren
Laget vann silver i VM 1993, blev Europamästarinnor 1994, 1996 och 2002,  olympiska mästare 1996, 2000 och 2004 samt världsmästarinnor 1997. Danmark vann också brons i VM 1995 och tog fem EM-medaljer på 6 mästerskap till 2004.
Danmark blev 1997 det första damhandbollslandslaget som vunnit både VM, EM och OS, och det enda innan 2008 då Norge blev det andra, dessutom var man europamästare 1996, OS-mästare 1996 och Världsmästare 1997 dvs man hade  alla tre titlarna samtidigt. Efter silvret i EM 2004 tog storhetstidens slut. Sedan dess har Danmark bara tagit en medalj i mästerskapen och det var brons i VM 2013 i Serbien. Framgångarna inleddes med att man tog EM- och VM-guld vid ungdomsmästerskapen. Stor del i framgången hade de båda tränarna Ulrik Wilbek och Jan Pytlick.

## Tillbakagång
Åren 2004 till i år 2018 har utmärkts av uteblivna stora framgångar för damlandslaget. Enda medaljen kom vid VM 2013 och var ett brons. De danska klubblagen har tidvis dominerat europacuperna särskilt Viborg och Slagelse som vann Champions League flera gånger fram till 2010. Efter det har framgångarna i Champions League uteblivet men i EHF-cupen och Cupvinnar cupen har de fortsatt. Den danska ligan har fortsatt att ha toppstatus i Europa och hämtar spelare från många länder i Europa. Framgångarna har fortsatt även på ungdomsnivå så landet producerar många spelare. Ändå har stora framgångar uteblivit. 

## Åter i världseliten
Vid VM 2021 i Spanien vann laget brons efter seger över Spanien i bronsmatchen. Året efter vid EM 2022 kvalificerade Danmark sig för finalen som man förlorade till Norge. 2023 tog Danmark brons i VM efter en seger mot Sverige i bronsmatchen. 2024 vann Danmark brons i OS 2024 i Paris åter efter en seger över Sverige. Vid EM 2024 vann man silver efter finalförlust mot Norge.

## Meriter
| - 1957 i Jugoslavien: 5:a - 1962 i Rumänien: Silver - 1965 i Västtyskland: 5:a - 1971 i Nederländerna: 6:a - 1973 i Jugoslavien: 7:a - 1975 i Sovjetunionen: 9:a - 1978 i Tjeckoslovakien: Ej kvalificerade - 1982 i Ungern: Ej kvalificerade - 1986 i Nederländerna: Ej kvalificerade - 1990 i Sydkorea: 10:a - 1993 i Norge: Silver - 1995 i Österrike och Ungern: Brons - 1997 i Tyskland: Guld - 1999 i Norge och Danmark: 6:a - 2001 i Italien: 4:a - 2003 i Kroatien: 13:e - 2005 i Ryssland: 4:a - 2007 i Frankrike: Ej kvalificerade - 2009 i Kina: 5:a - 2011 i Brasilien: 4:a - 2013 i Serbien: Brons - 2015 i Danmark: 6:a - 2017 i Tyskland: 6:a - 2019 i Japan: 9:a - 2021 i Spanien: Brons - 2023 i Danmark, Norge & Sverige: Brons | - 1994 i Tyskland: Guld - 1996 i Danmark: Guld - 1998 i Nederländerna: Silver - 2000 i Rumänien: 10:a - 2002 i Danmark: Guld - 2004 i Ungern: Silver - 2006 i Sverige: 11:a - 2008 i Makedonien: 11:a - 2010 i Danmark och Norge: 4:a - 2012 i Serbien: 5:a - 2014 i Kroatien och Ungern: 8:a - 2016 i Sverige: 4:a - 2018 i Frankrike: 8:a - 2020 i Danmark: 4:a - 2022 i Montenegro, Nordmakedonien och Slovenien: Silver - 2024 i Ungern, Schweiz och Österrike: Silver | - 1976 i Montreal: Ej kvalificerade - 1980 i Moskva: Ej kvalificerade - 1984 i Los Angeles: Ej kvalificerade - 1988 i Seoul: Ej kvalificerade - 1992 i Barcelona: Ej kvalificerade - 1996 i Atlanta: Guld - 2000 i Sydney: Guld - 2004 i Aten: Guld - 2008 i Peking: Ej kvalificerade - 2012 i London: 9:a - 2016 i Rio de Janeiro: Ej kvalificerade - 2020 i Tokyo: Ej kvalificerade - 2024 i Paris: Brons |

### Europamästerskapet 1994
Danmark blev europamästare i damhandboll 1994 med följande lag:
Anja Andersen, Camilla Andersen, Conny Hamann, Anja Byrial Hansen, Anette Hoffman, Janne Kolling, Susanne  Lauritsen, Lene Rantala, Rikke Solberg, 
Anne Dorthe Tanderup, Heidi Astrup, Susanne Boilesen, Marianne Florman, Marlene Jensen, Tonje Kjærgaard, Gitte Sunesen.

### Europamästerskapet 1996
Danmark blev europamästare i damhandboll 1996 med följande lag:
Anja Andersen, Camilla Andersen, Kristine Andersen, Heidi Astrup, Tina Bøttzau, Marianne Florman, Anja Hansen, Anette Hoffman, Tonje Kjærgaard, Janne Kolling, 
Susanne Lauritsen, Gitte Madsen, Lene Rantala, Gitte Sunesen, Anne Dorthe Tanderup, Mette Vestergaard.

### Världsmästerskapet 1997
Danmark blev världsmästare i damhandboll 1997 med följande lag :
Anja Andersen, Camilla Andersen, Tina Bøttzau, Anette Hoffman, Tonje Kjærgaard, Janne Kolling, Susanne Lauritsen, Gitte Madsen, Lene Rantala, Gitte Sunesen, Anne Dorthe Tanderup, Lone Mathiesen, Merete Møller, Maybrit Nielsen, Helle Simonsen, Karina Jespersen.

### Europamästerskapet 2002
Danmark blev europamästare i damhandboll 2002 med följande lag:
Ditte Andersen, Kristine Andersen, Karen Brødsgaard, Line Daugaard, Katrine Fruelund, Christina Roslyng Hansen, Heidi Johansen, Rikke Hørlykke Jørgensen, Karin Mortensen, Winnie Mølgaard, Lene Rantala, Josephine Touray, Mette Vestergaard, Trine Jensen, Camilla Thomsen, Louise Bager Due

### Kända spelare i urval
På Wikipedia finns en lista över OS-medaljörer i handboll. I den listan finns många danska kända damspelare. De flesta finns i tabellen nedan.
Följande OS-guldmedaljörer finns inte med i tabellen nedan då de inte spelat 100 landskamper.

### Guld vid OS 1996 i Atlanta
- Anna Dorthe Tanderup
- Anja Hansen
- Conny Hamann

### Guld vid OS 2000 i Sydney
- Maja Grønbæk
- Anja Nielsen

### Guld vid OS 2004 i Aten
- Camilla Ingemann Thomsen
- Louise Bager Due
- Trine Jensen
- Henriette Mikkelsen

### Brons vid OS 2024 i Paris
Sandra Toft, Rikke Iversen, Sarah Iversen, Helena Elver,  Anne Mette Hansen, Kathrine Heindahl, Line Haugsted, Althea Reinhardt, Mette Tranborg. Kristina Jørgensen, Trine Østergaard, Louise Burgaard, Mie Højlund, Emma Friis, Michala Møller.

## Spelare med över 100 landskamper
- Fet stil markerar aktiv spelare. Uppdaterad 31 december 2024 efter EM-finalen 2024 för Danmark. Om lika antal landskamper rangordning efter gjorda mål-

| #   | Spelare                        | Sista klubb         | Landskamper | Landslagsmål       |
| --- | ------------------------------ | ------------------- | ----------- | ------------------ |
| 1   | Janne Kolling                  | Slagelse FH         | 250         | 756                |
| 2.  | Karin Mortensen (MV)           | FIF                 | 233         | 4                  |
| 3.  | Lene Rantala (MV)              | Larvik HK           | 230         | 0                  |
| 4.  | Trine Østergaard               | CSM București       | 205         | 410                |
| 5.  | Sandra Toft (MV)               | Györi KC            | 195         | 2                  |
| 6.  | Camilla Andersen               | FIF                 | 194         | 846                |
| 7.  | Anne Mette Hansen              | Györi KC            | 186         | 555                |
| 8.  | Katrine Fruelund               | Randers HK          | 184         | 570                |
| 9.  | Anette Hoffmann Møberg         | Kolding IF          | 183         | 641                |
| 10. | Louise Burgaard                | Metz HB             | 183         | 379                |
| 10. | Mette Vestergaard              | FCK Håndbold        | 181         | 519                |
| 11. | Anne-Marie Nielsen             | FIF                 | 180         | 301                |
| 13. | Susanne Munk Wilbek (MV)       | Viborg HK           | 171         | 3                  |
| 14. | Annette Dahl (MV)              | Helsingør IF        | 164         | 0                  |
| 15. | Kristina Kristiansen           | Nykøbing Falster HK | 155         | 378                |
| 16. | Rikke Skov                     | Viborg HK           | 152         | 384                |
| 17. | Stine Jørgensen                | Odense Håndbold     | 149         | 479                |
| 18. | Line Jørgensen                 | CSM București       | 149         | 352                |
| 19. | Helle Petersen                 | Helsingør IF        | 148         | 310                |
| 20  | Kathrine Heindahl              | Team Esbjerg        | 145         | 280                |
| 21. | Marianne Vilstrup (MV)         | FIF                 | 140         | 0                  |
| 22. | Karen Brødsgaard               | Ikast-Bording EH    | 140         | 288                |
| 23. | Tonje Kjærgaard                | Ikast-Bording EH    | 139         | 342                |
| 24. | Ann Grete Nørgaard             | Viborg HK           | 139         | 549                |
| 25. | Pernille Holst Holmsgaard      | København Håndbold  | 136         | 124                |
| 26. | Gitte Sunesen Vilhelmsen (MV)  | GOG                 | 135         | 1                  |
| 27. | Trine Troelsen                 | FC Midtjylland      | 134         | 341                |
| 28. | Anja Andersen                  | Bækkelaget          | 133         | 725                |
| 29  | Althea Reinhardt               | Odense HB           | 133         | 0                  |
| 30. | Kristina Jørgensen             | Metz HB             | 131         | 361(ej uppdaterat) |
| 31. | Susan Thorsgaard               | FC Midtjylland      | 131         | 216                |
| 32- | Christina Roslyng              | Kolding IF          | 129         | 299                |
| 33. | Rikke Hørlykke                 | Slagelse DT         | 125         | 234                |
| 34. | Josephine Touray               | SK Aarhus           | 123         | 383                |
| 35. | Vibeke Merete Nielsen          | AIA/Tranbjerg       | 123         | 341                |
| 36. | Mette Tranborg                 | Team Esbjerg        | 123         | 267                |
| 37. | Mie Højlund                    | Odense Håndbold     | 122         | 253                |
| 38. | Gitte Madsen                   | Bækkelaget SK       | 120         | 288                |
| 34. | Heidi Bruun                    | GOG                 | 120         | 284                |
| 34. | Tina Bøttzau                   | Skovbakken          | 120         | 250                |
| 39. | Astrid Friis Larsen            | Nordstrand IF       | 119         | 223                |
| 40. | Bente Thomsen                  | Lyngså HK           | 118         | 236                |
| 41. | Line Haugsted                  | Team Esbjerg        | 118         | 146                |
| 42. | Mona Christensen               | HG                  | 117         | 27                 |
| 43. | Lene Lund Nielsen              | Viborg HK           | 115         | 181                |
| 44. | Maibritt Kviesgaard            | Team Esbjerg        | 114         | 225                |
| 45. | Birte Carlsen                  | Helsingør IF        | 113         | 375                |
| 46. | Lotte Grigel                   | Nantes              | 112         | 161                |
| 47. | Lotte Kiærskou                 | Viborg HK           | 111         | 414                |
| 48. | Sarah Iversen                  | Ikast Håndbold      | 110         | 184                |
| 49. | Christina Nimand Pedersen (MV) | Viborg HK           | 109         | 1                  |
| 50. | Camilla Dalby                  | Randers HK          | 108         | 303                |
| 51. | Vibeke Andersen (MV)           | Ribe HK             | 108         | 0                  |
| 52. | Hanne Lagerbon                 | Glostrup IC         | 107         | 128                |
| 53. | Marianne Florman               | BK Ydun             | 107         | 170                |
| 54. | Kristine Andersen              | Ikast-Bording EH    | 106         | 305                |
| 55. | Helle Pedersen                 | FIF                 | 106         | 185                |
| 56. | Heidi Astrup                   | Viborg HK           | 104         | 268                |
| 57. | Rikke Pedersen Schmidt (MV)    | Ikast-Bording EH    | 104         | 0                  |
| 58. | Line Fruensgaard (Daugard)     | Ikast Bording EH    | 103         | 307                |
| 59. | Tove Okkerstrøm                | Holstebro KFUM      | 101         | 191                |
| 60. | Maria Fisker                   | Randers HK          | 100         | 249                |
| 61. | Kristina Bille                 | Larvik HK           | 100         | 155                |